# Hamilton (Karolina Północna)
Hamilton – miejscowość w Stanach Zjednoczonych, w stanie Karolina Północna, w hrabstwie Martin.